# Tarte Tatin

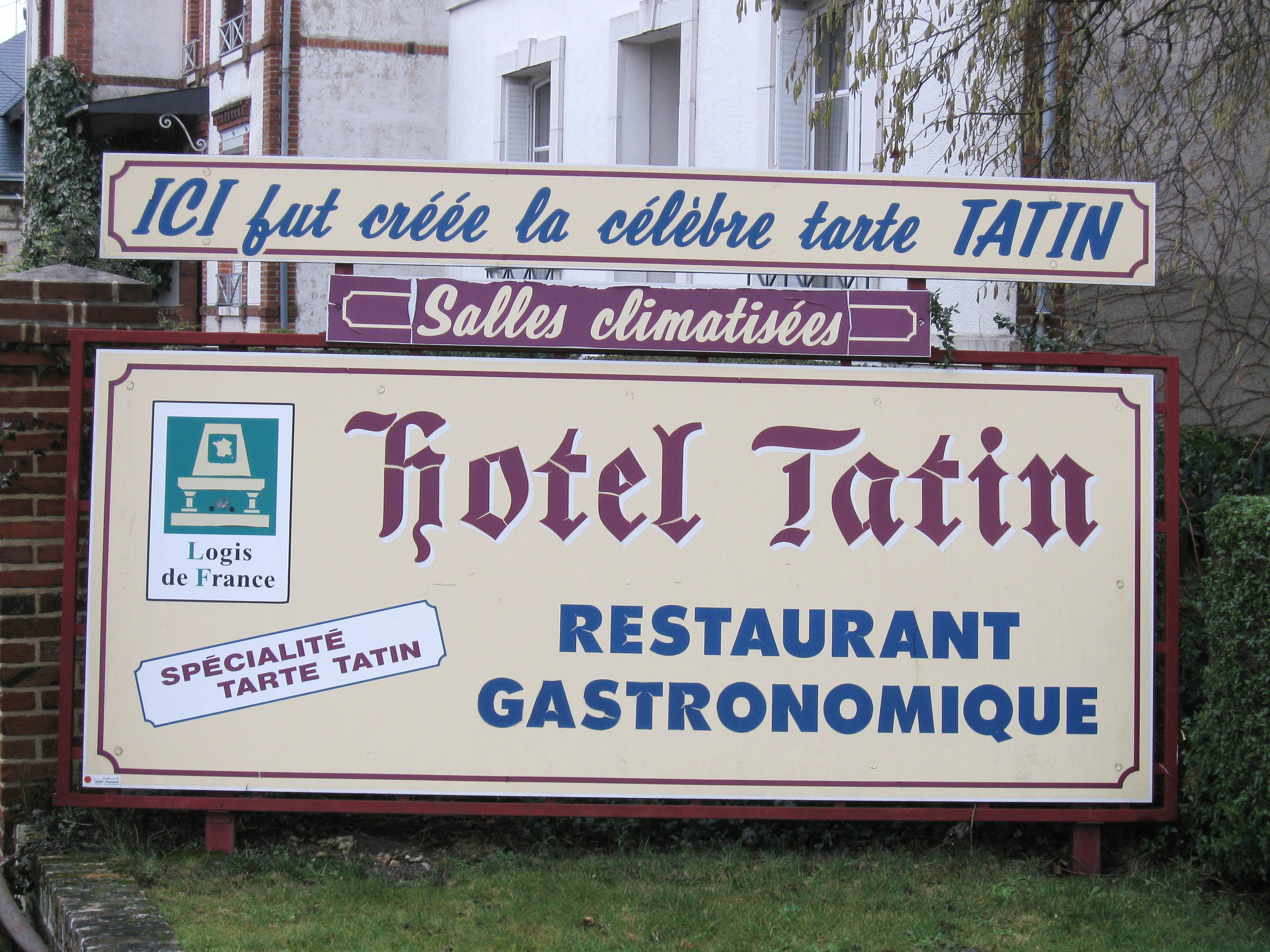
Bảng hiệu khách sạn Tatin

Tarte Tatin (phát âm tiếng Pháp: [taʁt tatɛ̃]) hay bánh táo Tatin là một loại bánh trái cây "ngược" với phần trái cây (thường là táo) được thắng trong đường và bơ trước khi phần vỏ được nướng.

## Lịch sử
Các nghiên cứu cho thấy bánh tarte Tatin được tạo ra một cách "bất đắc dĩ" tại khách sạn Tatin ở Lamotte-Beuvron, Pháp, khoảng 100 dặm về phía Nam (160 km) Paris, vào những năm 1880s. Khách sạn được hai chị em là Stéphanie và Caroline Tatin điều hành. Có nhiều những câu chuyện trái ngược nhau về nguồn gốc món bánh này. Tuy nhiên, giai thoại phổ biến nhất là: Stéphanie Tatin, người chuyên lo bếp núc, sau một ngày làm việc vất vả đã làm hỏng một chiếc bánh táo truyền thống vì thắng táo trong bơ đường quá lâu. Khi mùi khét đã bắt đầu nồng nặc, cô cố gắng cứu vãn cái thảm họa của mình bằng cách ụp phần vỏ bánh còn sống lên chảo và nhét luôn cả chảo vào lò nướng. Sau khi cái "bánh lạ" được mang ra, khách của cô lại tỏ ra thích thú với món bánh táo không giống ai này. Trong một giai thoại khác, Stéphanie vô ý để ngược chiếc bánh táo khi cho vào lò và sau đó quyết định mang ra phục vụ luôn chiếc "bánh lạ" ấy. Tuy nhiên, dù các câu chuyện có tam sao thất bản như thế nào đi nữa, khái niệm "bánh tart ngược" không phải là mới. M. A. Carême đã miêu tả món gâteaux renversés trang trí với trái cây trong cuốn "Pâtissier Royal Parisien" của ông từ năm 1841.
Món bánh đã trở thành đặc sản của khách sạn Tatin. Các nhà sử học và giới sành ăn đã tranh cãi về việc đây có phải là sáng tạo tình cờ của chị em nhà Tatin, hay chỉ là bản nâng cấp của món "tarte solognote", một món ăn truyền thống vùng Sologne, bao quanh Lamotte-Beuvron. Nghiên cứu cho thấy, dù món bánh trở thành đặc sản trứ danh của Hôtel Tatin, hai bà chủ không hề có động thái " đăng ký bản quyền" hay đưa công thức lên sách nấu ăn để xuất bản; thậm chí họ chưa từng gọi nó là tarte Tatin. Tên gọi này thực chất do Curnonsky, tác giả cũng là người sành ăn nổi tiếng người Pháp, và nhà hàng Paris Maxim's đặt cho món bánh sau khi hai bà chủ nhà Tatin qua đời.
Một trong các giai thoại kể rằng Louis Vaudable, chủ nhà hàng Maxim's, nếm thử món bánh một lần và đã "phải lòng" với nó. Ông đã lén học được công thức và mang về dùng trong nhà hàng của mình, đặt tên là 'tarte des demoiselles Tatin'.
Thực ra, Vaudable sinh năm 1902; hai chị em bà chủ nghỉ hưu năm 1906 và mất lần lượt năm 1911 và 1917; trong khi nhà hàng Maxim's được gia đình Vaudable mua lại năm 1932.

## Thành phần
Ban đầu, bánh tarte Tatin làm từ hai loại táo địa phương: Reine des Reinettes và Calville. Qua thời gian, các loại táo khác đã dần thay thế, bao gồm Golden Delicious, Granny Smith, và Gala. Khi chọn táo để làm món bánh này, điều quan trọng là phải chọn táo có thể giữ hình dạng trong khi nấu chứ không phải loại sẽ nhão ra thành... cháo táo.
Tarte Tatin có thể thực hiện vơi: lê, đào, khóm, cà chua thậm chí là hành tây.
Phần vỏ bánh có thể dùng bột bánh ngàn lớp hay bột bánh shortcrust.